# ФК Бенгалуру
Бенгалуру (на английски: Bengaluru; на каннада: ബംഗളൂരു എഫ്.സി) е професионален футболен клуб от град Бангалор, щата Карнатака, Индия, играещ в Индийската суперлига.

## История
Основан през 2013 г., отборът става шампион още през дебютния си сезон 2013/14 в Индийския шампионат. През 2014/15 г. е 2-ри, а през 2015/16 и 2018/19 отново е шампион.

## Селекционна работа
Клубът провежда програма за развитие на футбола сред младежите в града. През април 2014 година е създадена първата футболна школа към футболния клуб „Бенгалуру“.

## Треньори
- Англия Ашли Уестууд – 2013-2016
- Испания Алберт Рока – от май 2016

## Успехи
- Индийска Суперлига
  -  Шампион (3): 2014, 2016, 2019
    -  Вицешапион (1): 2015

- Купа на Индия
  -  Носител (1): 2015

- Купа АФК
  -  Финалист (1): 2016

## Известни играчи
- Алваро Рубио
- Димас